# Chrony
chronyは、Network Time Protocol (NTP) の実装である。NTPのリファレンス実装であるntpdを置き換えるものである。Unix系オペレーティングシステム (LinuxとmacOSを含む) で動作し、GNU GPL v2の下で公開されている。Red Hat Enterprise Linux 8とSUSE Linux Enterprise Server 15ではデフォルトのNTPクライアント及びサーバーであり、多くのLinuxディストリビューションで利用可能である。

## リファレンス実装との比較
NTPsecとは異なり、chronyは完全に新規に実装された。ネットワークの接続が断続的な場合 (ノートパソコンなど) や、ネットワークが混雑している場合などの困難な状況でも時刻を同期できるように設計されている。ntpdとは異なり、ハードウェアタイムスタンプによるシステムクロックの同期に対応しており、LAN上のマシン間の時刻同期の精度が向上する。また、手動入力による同期にも対応しており、孤立したネットワークでも時刻を修正することができる。